# Haastia montana
Haastia montana là một loài thực vật có hoa trong họ Cúc. Loài này được Buchanan mô tả khoa học đầu tiên.